# Cantone di Arize-Lèze
Il Cantone di Arize-Lèze è una divisione amministrativa dell'arrondissement di Pamiers.
È stato costituito a seguito della riforma approvata con decreto del 18 febbraio 2014, che ha avuto attuazione dopo le elezioni dipartimentali del 2015.

## Composizione
Comprende i 27 comuni di:
- Artigat
- La Bastide-de-Besplas
- Les Bordes-sur-Arize
- Camarade
- Campagne-sur-Arize
- Carla-Bayle
- Castéras
- Castex
- Daumazan-sur-Arize
- Durfort
- Fornex
- Le Fossat
- Gabre
- Lanoux
- Lézat-sur-Lèze
- Loubaut
- Le Mas-d'Azil
- Méras
- Monesple
- Montfa
- Pailhès
- Sabarat
- Saint-Ybars
- Sainte-Suzanne
- Sieuras
- Thouars-sur-Arize
- Villeneuve-du-Latou